# علي السميري
علي السميري (13 مايو 1966 - 17 يونيو 2006)، ممثل كويتي. عمل في العديد من الأعمال الكوميدية والدرامية واشتهر بالأدوار الثانوية وكان من أبرز أدواره في مسلسل عليك سعيد ومبارك.

## أعماله

### من أعمال التلفزيون
| سنة الإنتاج | اسم المسلسل                  | الشخصية     |
| ----------- | ---------------------------- | ----------- |
| 1995        | أبي العزيز سهرة تلفزيونية    |             |
| 1996        | خيال سهرة تلفزيونية          |             |
| 1997        | بو قلبين                     | يوسف        |
| 1997        | طير الخير                    | زيد         |
| 1997        | كيف أسيبك سهرة تلفزيونية     |             |
| 1998        | إيقاع مختلف ثلاثية تلفزيونية |             |
| 1999        | الصقرين                      |             |
| 2000        | حكايات كويتية                |             |
| 2000        | الخطر معهم                   | ضيف الحلقات |
| 2002        | الخديعة                      |             |
| 2003        | إتجاه جبري                   |             |
| 2003        | ناس وناس                     | سعود        |
| 2004        | الشقردي                      |             |
| 2005        | فريج صويلح                   |             |
| 2005        | صحوة زمن                     |             |
| 2005        | الدكتورة                     |             |
| 2005        | عليك سعيد ومبارك             | صلاح        |
| 2005        | آه يا زمن                    |             |
| 2006        | عتيج الصوف                   |             |
| 2006        | الفرية                       | راشد        |

### من أعمال المسرح
| سنة الإنتاج | المسرحية                | الشخصية |
| ----------- | ----------------------- | ------- |
| 1993        | القضية                  |         |
| 1994        | أولاد علي بابا والعصابة |         |
| 1997        | مفاتيح جلهوك            | جهلوك   |
| 1998        | حكم الحاس               |         |
| 2003        | صفارة إنذار             |         |
| 2003 - 2004 | صرخة الرعب              |         |
| 2004        | عودة فرعون              | فرعون   |

## وفاته
توفي في يوم السبت 17 يونيو 2006 عن عمر ناهز 40 عامًا وذلك بعد تعرضه لحادث سير حيث انقلبت به سيارته عدة مرات على طريق الشعيبة، وذلك قبل تصويره آخر مشهد من دوره في مسلسل عتيج الصوف.

## روابط خارجية
- علي السميري على موقع قاعدة بيانات الأفلام العربية